# Anthony Obert
Anthony Obert, né le 6 décembre 1985 à Chamonix-Mont-Blanc, est un skieur alpin français, licencié à Chamonix. Auteur de vingt-six départs en coupe du monde, il est deuxième du classement général de la coupe d'Europe en 2009-2010. Il prend sa retraite sportive à la fin de la saison 2013-2014.

## Carrière
Licencié au Club des sports de Chamonix, Anthony Obert est un skieur spécialisé dans les épreuves dites technique : slalom et slalom géant. Il fait ses premières apparition sur le circuit FIS (le premier niveau international) en 2001 à tout juste quinze ans : le 4 janvier 2001 il prend le départ d'un slalom géant FIS de l'Alpe d'Huez dont il se classe quatre-vingt dixième. Il enchaîne les courses et termine la saison avec une prometteuse vingtième place obtenue en slalom à Morzine. Il continue à courir sur le circuit FIS et y décroche son premier podium - qui est même une première victoire - en décembre 2003 lors d'un slalom aux Orres. 
Obert accède au niveau supérieur le 22 janvier 2005 avec une première participation à une épreuve de coupe d'Europe, le slalom de La Plagne (dont il finit cinquante-et-unième). Puis à vingt ans il intègre pour la première fois l'équipe de France de ski, pour la saison saison 2006-2007 et devient un coureur régulier du circuit européen où il marque ses premiers points (le premier à Salla lors du slalom du 26 décembre 2006) en slalom et en slalom géant. Il monte sur son premier podium européen à Landgraaf en terminant deuxième du slalom indoor inaugural de la saison 2007-2008
C'est cette même saison qui le voit débuter en coupe du monde à l'occasion du slalom de Bad Kleinkirchheim le 9 décembre 2007 qui se conclut par une sortie de piste lors de la première manche.
Sa saison européenne 2009-2010 est la plus aboutie : huit top 10 en coupe d'Europe (en slalom et slalom géant) dont quatre podiums, le dernier étant même sa première victoire européenne le 7 mars 2010 lors du slalom de Platak. Ces bons résultats ne suffisent pas pour remporter les classements de slalom et de slalom géant (dont il finit respectivement septième et cinquième) mais lui permettent d'obtenir la deuxième place du classement général, derrière le suisse Christian Spescha. Cette saison 2009-2010 le voit aussi marquer ses premiers points en coupe du monde lors des slaloms d'Alta Badia le 21 décembre 2009 puis d'Adelboden le 10 janvier 2010,. Ce slalom d'Alta Badia, dont il termine dix-neuvième, restera son meilleur résultat en coupe du monde.
Fort de cette saison pleine 2009-2010, il repart l'année suivante sur les mêmes bases : des top 10 en coupe d'Europe et une vingt-quatrième place en ouverture de la coupe du monde à Levi). Mais le 27 décembre 2020 il se blesse au genou droit (rupture complète du ligament croisé antérieur) lors d'un entraînement aux Arcs et doit mettre un terme à sa saison.
Après son opération, il suit un programme de reprise adaptée en compagnie de Jean-Baptiste Grange avant de pouvoir reprendre la compétition fin 2011 avec deux slaloms (FIS) à Diavolezza (sans résultats mais avec des sensations retrouvées),. Il part ensuite en stage à Trysil avec l'équipe de France pour préparer l'ouverture de la coupe d'Europe. Il y chute à l'entraînement et se rompt de nouveau les ligaments croisés du genou droit, la même blessure qu'un an auparavant aux Arcs qui le contraint à une nouvelle opération, où les chirurgiens ont effectué une ligamentoplastie du genou droit à partir du genou gauche, et à une nouvelle saison blanche.
Sept mois après son opération au genou droit il part en stage avec le groupe vitesse à Zermatt pour préparer la saison 2012-2013, et y retrouve de bonnes sensations. Il réintègre le groupe Europe de l'équipe de France, et profite d'une saison sans nouvelle blessure mais sans grand résultat : seulement trois départs en coupe du monde sans jamais passer le cap de la première manche, seize courses en coupe d'Europe sans y marquer un seul point et de bons résultats en FIS.
En 2013-2014 il renoue avec les points en coupe d'Europe avec comme meilleur résultat un huitième de finale lors d'un city event à San Vigilio di Marebbe, mais ne participe qu'à une seule épreuve de coupe du monde, sa dernière, à Wengen le 19 janvier 2014.
À la fin de la saison il annonce à vingt-huit ans la fin de sa carrière sportive, qui compte vingt-six départs en coupe du monde et un titre de vice-champion en coupe d'Europe.

## Palmarès

### Coupe du monde
- Meilleur classement général : 114e en 2010[23].
- Meilleur classement de slalom : 42e en 2010[23].
- Meilleur résultat sur une épreuve : 19e en slalom le 21 décembre 2009 à Alta Badia[8].

#### Classements
| Saison / Épreuve | Général | Général | Slalom | Slalom | Slalom géant | Slalom géant |
| ---------------- | ------- | ------- | ------ | ------ | ------------ | ------------ |
| Saison / Épreuve | Class.  | Points  | Class. | Points | Class.       | Points       |
| 2008             | -       | 0       | -      | 0      | -            | 0            |
| 2009             | -       | 0       | -      | 0      | -            | -            |
| 2010             | 114e    | 23      | 42e    | 23     | -            | 0            |
| 2011             | 155e    | 7       | 56e    | 7      | -            | 0            |
| 2013             | -       | 0       | -      | 0      | -            | -            |
| 2014             | -       | 0       | -      | 0      | -            | -            |

### Coupe d'Europe
- Meilleur classement général : 2e en 2010[11].
- Meilleur classement de slalom géant : 5e en 2010[11].
- Meilleur classement de slalom : 7e en 2010[11].
- 5 podiums dont 1 victoire[7].